# Silhueta metálica

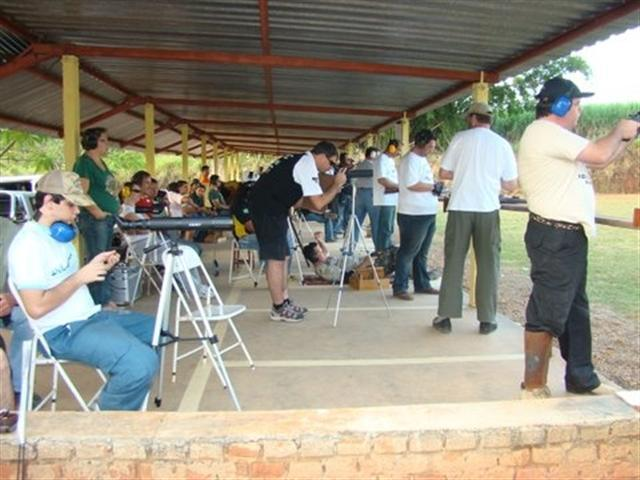
Etapa do "Brasileiro 2008 de Silhueta Metálica".

Silhueta Metálica é uma modalidade de prova de Tiro prático, disputada por ambos os sexos onde se utiliza armas de fogo ou pressão e os alvos são placas de metal geralmente no formato de animais. 

## Visão geral
O objetivo das competições de silhueta metálica é disparar sobre series de cinco alvos metálicos confeccionadas em chapas de aço representando o perfil de galinhas, porcos, perus e carneiros, de dimensões diferenciadas, posicionando em distancias preestabelecidas no regulamento que varia entre 25 e 200 metros (armas de fogo) ou 9,14 e 32,9 metros (armas de pressão) para os calibres 4,5mm e 5,5mm respectivamente.
Uma das razões da grande popularidade das competições de silhueta metálica é o fato de que os atiradores não necessitarem de equipamentos caros ou sofisticados. O esporte permite aos atiradores competir em diversas categorias de acordo ao tipo de arma que possui. Conforme as distâncias vão aumentando, o grau de dificuldade aumenta.
É a única modalidade de tiro prático que permite auxílio ao atleta. Cada atirador poderá contar com um observador (normalmente um outro atirador), posicionado à sua retaguarda com uma luneta. Este observador tem a função de identificar ao atirador os locais de impacto ou em que ponto do alvo o projétil atingiu, o que facilita bastante qualquer correção que seja necessária.

## História
A prova de Silhueta Metálica teve origem em uma prova mexicana praticada com armas longas ao redor de 1900, onde se praticava utilizando animais vivos como alvos. Em 1948 os "alvos vivos" foram substituídos por alvos metálicos, surgindo a expressão "siluetas metalicas".
Foram introduzidas no Brasil ao final de 1980, devido à facilidade de aquisição de equipamentos para as categorias existentes e o nível técnico da época, logo se tornou uma das modalidades esportivas de tiro mais praticadas pelos atiradores.

## Procedimentos da prova
Os alvos são posicionados sempre em grupo de cinco alvos de mesma figura e escala com espaçamento de dimensão um alvo, nas distancias conforme a modalidade e tipo de armas utilizadas.
- Após de o comando de Carregar, os atletas tem 30 segundos para se preparar e municiar o suas armas,

- Uma vez decorrido os 30 segundos, será dado comando de Fogo (ou mediante toque de um sinal audível), o atleta tem dois minutos de tempo para efetuar os 5 disparos, em seqüência da esquerda para a direita sendo permitido apenas um tiro em cada alvo.

- No final da série de cinco tiros em dois minutos deverá ser dado o comando Cessar Fogo que poderá igualmente ser substituído por um toque ou sinal eletrônico audível em todo o stand.

Posição de tiro:
- Estilo Livre: em que qualquer posição segura de tiro sem nenhum suporte artificial. A arma somente pode entrar em contato com o corpo do competidor, com a roupa ou como  protetor de perna.

- Em pé: qualquer posição segura em pé com a arma apoiada somente por uma ou ambas as mãos, em que nenhuma parte de uma ou ambas as mãos apoiando a arma pode ficar em contato com qualquer outra parte da roupa do competidor, exceto a outra mão.

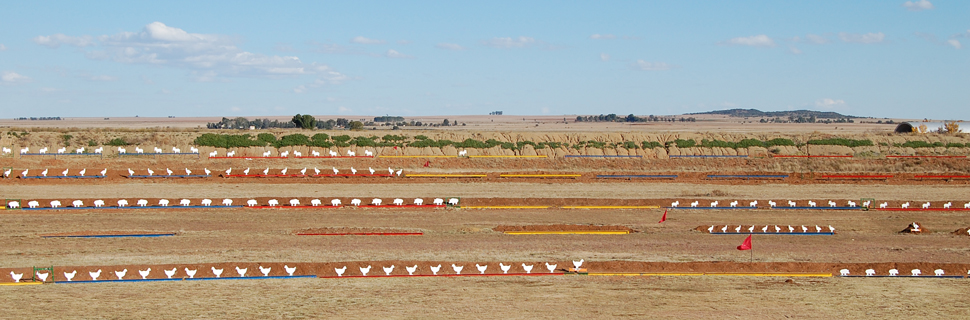
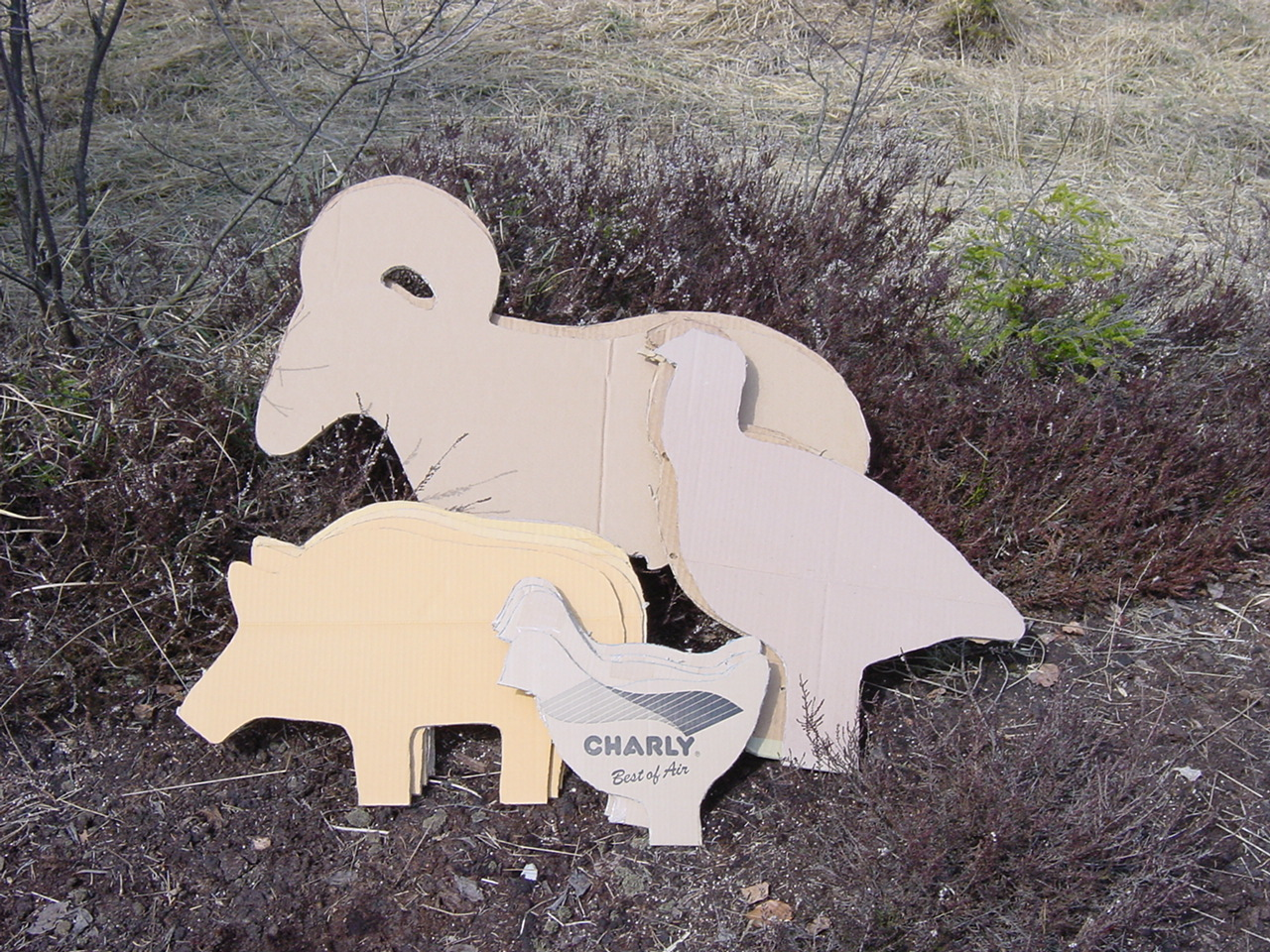

| Equipment                 | Galinha | Porco | Peru  | Carneiro | ESCALA DOS ALVOS |
| ------------------------- | ------- | ----- | ----- | -------- | ---------------- |
| Big bore                  | 50      | 100   | 150   | 200      | Escala cheia     |
| Small bore                | 25      | 50    | 75    | 100      | 3/8              |
| Field pistol / Carbine    | 25      | 50    | 75    | 100      | 1/2              |
| Half Scale                | 50      | 100   | 150   | 200      | 1/2              |
| Fifth Scale               | 50      | 100   | 150   | 200      | 1/5              |
| Ar Comprimido             | 9,14    | 11,43 | 13,71 | 16,45    | 1/10             |
| Ar Comprimido - Field Air | 18,28   | 22,84 | 27,42 | 32,9     | 1/5              |